# Municipio de Wildwood
El municipio de Wildwood (en inglés: Wildwood Township) es un municipio ubicado en el condado de Itasca en el estado estadounidense de Minnesota. En el año 2010 tenía una población de 193 habitantes y una densidad poblacional de 2,23 personas por km².

## Geografía
El municipio de Wildwood se encuentra ubicado en las coordenadas 47°5′26″N 93°31′24″O / 47.09056, -93.52333. Según la Oficina del Censo de los Estados Unidos, el municipio tiene una superficie total de 86.37 km², de la cual 79,32 km² corresponden a tierra firme y (8,16 %) 7,05 km² es agua.

## Demografía
Según el censo de 2010, había 193 personas residiendo en el municipio de Wildwood. La densidad de población era de 2,23 hab./km². De los 193 habitantes, el municipio de Wildwood estaba compuesto por el 94,3 % blancos, el 2,07 % eran afroamericanos y el 3,63 % eran de una mezcla de razas. Del total de la población el 3,11 % eran hispanos o latinos de cualquier raza.